# 白安琪
白安琪（1993年1月9日—），浙江温州人，中国游泳运动员。

## 生平
白安琪10岁的时进入浙江省省队，至12岁就代表浙江队参加了2005年的十运会。
在2006年全国游泳锦标赛上，13岁的白安琪在100米女子仰泳比赛中，因為触壁力量太轻，机器没读出成绩，错失决赛机会；在其後进行的200米女子仰泳比赛中，她以预赛第一成绩进入决赛，惜最后只能得到铜牌 。
2010年8月，白安琪代表中国參加新加坡舉行的夏季青年奧林匹克運動會游泳比賽，先在100米女子仰泳比賽贏得銀牌，後在200米女子仰泳比賽以2分11秒46获得金牌，同时打破该项目的世界青年纪录 。
2012年，白安琪代表中国出戰英國倫敦舉行的奥林匹克运动会游泳比賽女子200米背泳賽事。